# Brasil nos Jogos Olímpicos de Verão de 1992
O Brasil competiu nos Jogos Olímpicos de Verão de 1992 em Barcelona, na Espanha.